# Near Field Communication
Az NFC (Near Field Communication) egy rövid hatótávú kommunikációs szabványgyűjtemény okostelefonok és hasonló (általában mobil) eszközök között, egymáshoz érintéssel vagy egymáshoz nagyon közel helyezéssel (maximum pár centiméter) létrejövő rádiós kommunikációra. Alkalmazási területe a kommunikációs kapcsolatok létrehozásához szükséges adatcsere (például bonyolultabb, magasabb szintű kapcsolatok, Wi-Fi, Bluetooth, beállítási adatai) gyorsítása, valamint az eszközök közötti azonosítási folyamat (pl. mobiltelefon – headset) gyorsítása, elvégzése.
NFC kapcsolódás lehetséges egyszerűbb, passzív, energiatáplálást nem igénylő eszközzel is, az úgynevezett NFC „tag”-gel. Ez esetben az NFC tagen tárolt információkat (pl. URL cím, vCard, szöveg) aktív eszköz segítségével lehet leolvasni.

## Felhasználási területek
Az NFC egy olyan RFID rendszer, ami kétirányú kommunikációt tesz lehetővé a végpontok között, ellentétben az olyan korai rendszerekkel, mint például az érintésmentes okos kártyák, melyek csak egyirányú kommunikációra (olvasás) alkalmasak.

### Kereskedelem
Az NFC eszközök kiválóan használhatóak érintésmentes fizetési eszközként, elektronikus jegyként valamint helyettesítik vagy kiegészítik a mobilfizetési megoldásokat. Utóbbira jó példa a Google Android Pay és az Apple Apple Pay szolgáltatása, ahol a felhasználó bankkártyájának adatait egy virtuális pénztárcában tárolják és NFC kompatibilis eszközzel használva érintésmentes fizetésre használható a MasterCard PayPass termináljain. Itthon egyedüliként a Mobiltárca szolgáltatás hivatott ellátni ezt a feladatot. Ezen megoldás tartalmaz egy tárcát jegyeinknek is.
Várhatóan 2017-ben az egész Budapest Aréna NFC technológiára épülő szolgáltatásokkal lesz felvértezve, mint a PayPass terminálok és NFC alapú beléptetés a papíralapú jegyek helyett.

### Bluetooth és WiFi kapcsolatok segítése
Az NFC nagyon alacsony sebességű adatátvitelt tesz lehetővé, de a kapcsolat extrém gyorsan jön létre két NFC kompatibilis eszköz között, ezért az NFC kiválóan alkalmas WiFi és Bluetooth eszközök gyors összekapcsolására, párosítására, kiváltva a lassú, nehézkes azonosítási folyamatot. Ebben az esetben az NFC kapcsolat csak a kapcsolat létrehozásában tölt be szerepet, a későbbiekben a kommunikáció, adatcsere már a gyorsabb adatátvitelt biztosító kapcsolaton (WiFi, Bluetooth) történik.

### Személyes használat
Az NFC-t gyakran használják olyan szolgáltatásokban, alkalmazásokban, ahol személyes adatokat, fotókat, egyéb fájlokat lehet cserélni más felhasználókkal. Egyre gyakoribb felhasználási terület a mobiltelefonos multiplayer játékok kapcsolódási funkciójaként használt NFC azonosítás.

### Személyazonosítási megoldások
Az NFC Forum ajánlása szerint az NFC kompatibilis eszközök képesek lehetnek személyazonossági okmányok, belépőkártyák helyettesítésére. Mivel az NFC rövid távolságú, titkosítási lehetőséget biztosító szabvány, fejlettebb megoldásokra ad lehetőséget, mint a korábbi RFID lehetőségek.

### Automatizálás
Számos alkalmazás kínál automatizálással kapcsolatos funkciókat úgynevezett NFC tagek segítségével. Ezek a matricák vagy korongok írhatóak és különböző műveletsorokat tudunk segítségükkel véghez vinni. Például az éjjeliszekrényre ragasztott NFC matricára helyezve a telefont az Ne zavarj üzemmódba helyezi magát, rácsatlakozik automatikusan a bluetooth hangfalra és elindítja a relaxációs zenei listánkat.

### Játékok
Bővebben a Nintendo Amiiboo szócikkben.

### Kegyeleti szolgáltatások
A NFC technológiát már a kegyeleti szolgáltatásokban is alkalmazzák. A Lapidaris egy olyan online szerkeszthető emlékoldalt hozott lére, melyhez egy porcelánba épített NFC tag végzi az emlékhelyek azonosítását.

## Történelme
Az NFC fejlődése a rádió-frekvenciás azonosításig illetve az RFID szabványig vezethető vissza. Az RFID lehetőséget biztosít arra, hogy egy aktív eszközzel egy távoli, passzív, energiát nem használó RFID tag leolvasható legyen anélkül, hogy fizikai kapcsolatra vagy mozgatásra legyen szükség.
- 1983 Az első, az RFID-val összefüggésbe hozható szabadalom, amelyet Charles Walton adott be és kapott meg.
- 2004 A Nokia, Philips és a Sony alapításával létrejön a Near Field Communication (NFC) Forum.
- 2006 Létrejön az NFC tagek induló specifikációja.
- 2006 Megszületik az SmartPoster specifikációja.
- 2006 A Nokia létrehozza a világ első NFC-s mobiltelefonját, a „Nokia 6131 NFC Edition”-t.
- 2009 Az NFC Forum januárban standardizálja a Peer-to-Peer kapcsolatot ami a kontaktok, URL-ek küldését, Bluetooth kapcsolat inicializálását, stb. írja le.
- 2010 A Samsung Nexus S, az első Android operációs rendszerű NFC kompatibilis telefon megjelenése.
- 2011 Google I/O "How to NFC" címmel demonstrálják az NFC lehetőségeit.
- 2011 A HTC bejelenti az első NFC-vel szerelt telefonját, a HTC Stunning-ot, ami a HTC Incredible S kínai verziója. Az Incredible S a későbbiek során NFC-vel szerelt verzióban is elérhetővé válik.
- 2011 Az NFC támogatás a Symbian mobil operációs rendszer részéve válik az Anna update-tel.
- 2011 A BlackBerry készülékek gyártója, a RIM lett az első, a MasterCard Worldwide által ajánlott cég a PayPass szolgáltatásában.
- 2011 december A Microsoft bejelentette, hogy a Microsoft Tag platform részéve vált az NFC tag szabvány
- 2012 áprilisában Nokia bejelentette az első NFC kompatibilis Windows Phone 7.5 platformmal szállított mobiltelefont, a Nokia Lumia 610 NFC-t
- 2012 májusában Geoffrey MacGillivray a RIM menedzsere bejelentette, hogy a jövőben minden BlackBerry mobilkészülék NFC kompatibilis lesz

## Biztonság
Bár az NFC lényege, hogy csak pár centiméterről működik, ez a limitált fizikai elérés önmagában nem jelent teljes biztonságot. 2006-ban Ernst Haselsteiner és Klemens Breitfuß többféle támadási lehetőséget vázolt fel az NFC-vel szemben és részletesen bemutatták, hogyan lehetséges Man-in-the-middle támadás (a kommunikáció során megváltoztatni az adatfolyam tartalmát). Sajnálatos módon önmagában az NFC szabvány nem nyújt védelmet a lehallgatás ellen és az adatok módosításának felismerésére. Ezért az NFC használata során mind a szolgáltatóknak, gyártóknak, mind a végfelhasználóknak fokozottan kell figyelnie a biztonságos használatra és a biztonságos adattárolásra.

### Lehallgatás
Az NFC kommunikáció során használt rádiófrekvencia lehallgatható megfelelő antennával, de a lehallgatás maximum pár méteres távolságról valósítható meg.

### Adathordozó-módosítás
Az egyik legkönnyebb kivitelezhető támadás a passzív eszközök módosítása. Az NFC tag-ek leggyakoribb formája a matrica. Az NFC matricák fizikálisan és szoftveresen is támadhatóak. A fizikai támadás legegyszerűbb formája a felülmatricázás külsejében teljesen megegyező, de más adatot hordozó NFC matricával.
A szoftveres támadás lehet egyszerű adatmegsemmisítés, illetve amennyiben az NFC tag nem megfelelően került felprogramozásra, adatmódosítás is kivitelezhető egyszerű újraprogramozással.
Az NFC tagek felülmatricázásához vagy a matrica cseréjéhez fizikai hozzáférés szükséges. A tagek adattartalmának módosítása megfelelő céleszközzel méteres távolságból végrehajtható.

### Adatfolyam-módosítás
Bonyolult támadási forma, amiben a lehallgatáshoz használt technika mellett az adatfolyam is módosításra, „kicserélésre” kerül. Így a támadó a saját adatait juttatja el a kommunikációban részt vevő eszközöknek.

### Elvesztett eszközök
Az NFC-re a legnagyobb veszélyt az elvesztett eszközök jelenthetik. Ha az elvesztett eszközök nincsenek megfelelő védelemmel ellátva, például PIN kód, a támadó teljes hozzáférést kaphat az NFC eszköz által már korábban engedélyezet rendszerekhez. 
Az NFC eszközök esetében kiemelt figyelmet kell fordítani a fizikai hozzáférések korlátozására.

## Alternatív NFC megoldások
Az NFC-vel szerelt mobiltelefonok lassú terjedése életre hívott több alternatív megoldást. Ezek közül a megoldások közül a SIM kártyára telepített és a microsd kártyára telepített NFC megoldás terjedt el számottevően. Az NFC-vel szerelt SIM kártyák száma 2011-ben elérte a tizenhatmilliós darabszámot.

## Magyarországi helyzete
Magyarországon már több NFC kompatibilis készülék elérhető. A MasterCard PayPass szolgáltatása elérhető a magyar felhasználók számára is. Számos fesztivál már teljesen készpénzmentes lett az országban. Ilyenkor feltölthető érintésmentes kártyával, paypass bankkártyával vagy mobiltárca képes mobiltelefonnal tudunk fizetni.
2012. augusztus tizenhatodikán a Telenor Magyarország Zrt. közleményt adott ki, amiben bejelentette az NFC fizetési módszerek tesztelését. A tesztelés során partnere az Állami Nyomda Zrt. lesz.

### Mobil Tárca Egyesület
2011 júniusában megalakult a Mobil Tárca Egyesület. Az egyesület célja az NFC technológia hazai elterjedésének ill. az ezen alapuló fizetési rendszerek fejlesztésének elősegítése, valamint az ehhez kapcsolódó szakmai tevékenység koordinálása.
2012 júniusában az egyesület bejelentette, hogy 2013 első negyedévében tervezi elindítani az NFC alapú mobilfizetési szolgáltatását.
2014 novemberében hosszú tesztidőszak után hivatalosan is elindult a Mobiltárca szolgáltatás.
2015 tavaszán a Vodafone is élesítette a kompatbilis alkalmazását.

#### Alapítói
- Magyar Telekom Nyrt.
- MasterCard Europe Sprl.
- OTP Bank Nyrt.
- SuperShop Kft.
- Telenor Magyarország Zrt.
- Vodafone Magyarország Zrt

### BKK
A RIGO névre hallgató elektronikus jegyrendszer bevezetésével megszűnnek a papíralapú jegyek és bérletek. NFC-s beléptetőkapuk elhelyezésére és chipkártyák bevezetésére kerül sor.

### T-City

#### Tömegközlekedés
A Telekom Magyarország T-City programjának jóvoltából Szolnokon tesztelik az új NFC alapú tömegközlekedésben használatos jegy és bérletrendszert. A Jászkun Volán Zrt. helyi járatain a tesztben használatos mobiltelefonokkal vagy T-City Szolnok városkártyával az NFC jóvoltából kényelmesen, csak egy érintéssel érvényesíthetjük jegyünket, bérletünket, amelyeknek meglétét és érvényességét a jegyellenőrök okostelefonokkal ellenőrizhetik.

#### Mobiltárca program
Szolnok lehet az első kísérleti alanya a fentebb olvasható NFC alapú mobiltárca programnak. Ez a program országos szinten, tesztüzemben 2013 júliusában indult el.